# Ján Steinhübel
Ján Steinhübel (Modor, 1957. május 21.) szlovák történész. Fő kutatási területe Nagymorávia és az Árpád-kori Magyar Királyság történelme. Legismertebb műve a Nitrianske kniežatsvo ("Nyitrai Fejedelemség") összefoglalja az általa írt számos tanulmányt és cikket a témában. E műve 2020-ban angol nyelven is megjelent.

## Élete
1981-ben végzett a pozsonyi Comenius Egyetem levéltáros szakán. A Szlovák Tudományos Akadémia Történeti Intézetének munkatársa. 1992-ben kandidátusi fokozatot szerzett.

## Elismerései
- Nyitra megye elnökének díja

## Művei
- 2003 Dejiny Slovenska do začiatku 10. storočia. In: Krátke dejiny Slovenska. Bratislava, 9-29. (tsz. Ján Lukačka)
- 2003 Slovensko v arpádovskom Uhorsku. In: Krátke dejiny Slovenska. Bratislava, 31-53. (tsz. Ján Lukačka)
- 2004 Slovania v Avarskom  kaganáte, slovanské kmeňové kniežatstvá, Samova ríša a bitka pri Wogastisburgu. Vojenská história 8/4, 3-12.
- 2004/2016 Nitrianske kniežatstvo. Bratislava
- 2005 Malý príspevok k slavníkovskej otázke. In: Acta historica Neosoliensia 8, 254-276.
- 2006 Veľká Morava a bavorské pohraničie v rokoch 871-901. In: Byzantinoslovaca I, 144-160.
- 2007 Die Herrschaft der Ungarn über die Slowakei – Slawen, Baiern und Sachsen in den Jahren 896-921. In: Schicksalsjahr 907. Die   Schlacht bei Pressburg und das frühmittelalterliche Niederösterreich. St. Pölten, 57-65.
- 2011 Kapitoly z najstarších českých dejín 531 – 1004. Kraków
- 2020 The Nitrian Principality: The Beginnings of Medieval Slovakia